# Залеђено краљевство 2
Залеђено краљевство 2 (енгл. Frozen 2), такође познато као Залеђено краљевство II (енгл. Frozen II), амерички је 3Д рачунарски анимирани филм из 2019. године. Представља 58. Дизнијев дугометражни анимирани филм, као и наставак филма Залеђено краљевство и карактерише повратак режисера Крис Бака и Џенифер Ли, продуцента Питера дел Вечо, текстописаца Кристен Андерсон-Лопез и Роберта Лопез и композитора Кристофер Бека. Лијева се такође враћа као сценаристкиња, заједно са Баком, Марк Е. Смитом, Андерсон-Лопезом и Лопезом, док је Бајрон Хауард ангажован као извршни продуцент. Гласове позајмљују Идина Мензел, Кристен Бел, Џонатан Гроф, Џош Гед и Киран Хајндс као претходни ликови, док су се њима придружили Стерлинг К. Браун, Еван Рејчел Вуд, Алфред Молина, Марта Плимптон, Џејсон Ритер, Рејчел Метјуз и Џереми Систо.
Постављена три године након дешавања из првог филма, прича прати Елсу, Ану, Кристофа, Олафа и Свена који крећу на пут изван свог краљевства Арендела како би открили порекло Елсиних магичних моћи и спасили своје краљевство након што тајанствени глас позива Елсу.
Залеђено краљевство 2 имало је светску премијеру 7. новембра 2019. године у Долби позоришту и изашло је свуда у Сједињеним Америчким Државама 22. новембра исте године. Добило је генерално позитивне критике критичара, који су похвалили анимацију, визуелне ефекте, сценарио, музику и вокалне изведбе. Филм је зарадио 1,450 милијарде долара широм света, постигавши највеће светско отварање анимираног филма у свету, а такође је други анимирани филм са највећом зарадом свих времена и трећи филм са највећом зарадом 2019. године, као и 10. филм са највећом зарадом свих времена.
У Србији, филм је премијерно приказан 21. новембра 2019. године, синхронизован на српски језик. Дистрибуцију је радио Тарамаунт филм, а синхронизацију Ливада продукција.

## Радња
Краљ Рунард, оснивач и први краљ Арендела, успоставља уговор са племеном северњака тако што је изградио брану у домовини северњака, Зачараној шуми. Међутим, долази до свађе и љути основне духове земље, ватре, ваздуха и воде који обитавају у шуми. Духови нестају и зид магле затвара све у шуми. Рунардов син принц Агнар једва бежи уз помоћ непознатог спасиоца.
Три године након крунисања, краљица Елса из Арендела слави јесен у краљевству са својом млађом сестром принцезом Аном, снешком Олафом, Кристофом краљевским ледењаком и Кристофовим ирвасом Свеном. Елса је чула загонетни глас који јој је дозивао. Не могавши то занемарити једне ноћи, Елса прати глас и нехотице буди елементарне духове. Духови приморавају све у краљевству да се евакуишу. Паби и колонија тролова, свесни ситуације, стижу до Арендела и Паби их обавештава да морају ствари исправити тако што ће открити истину о прошлости краљевства. Елса закључује да морају пратити глас који је чула.
Елса, Ана, Олаф, Кристоф и Свен крећу се у Зачарану шуму. Наилазе на непробојни зид магле, али се делови отварају док Елса користи своју магију пре него што се затвори. Дух ветра, у облику торнада, појављује се и брише све у свом вртлогу. Елса зауставља то испаљивањем потока снега, формирајући скуп ледених скулптура. Откривају скулптуре слике из прошлости свог оца и да је њихова мајка Идуна била северка која је спасла Агнара. Наилазе на северњаке и трупу војника Арендела који су још увек у међусобном сукобу. Појављује се дух ватре и Елса покушава спречити да се ватра шири. Елса открива да је дух узнемирен чаробни репати водоземац и смирује га, заустављајући све ватре. Елса и Ана склапају примирје између војника и северњака објашњавајући да им је мајка северка, а отац из Арендела. Касније Елса сазнаје постојање петог духа који ће ујединити људе и магију природе.
Елса наставља да иде на север са Аном и Олафом. Проналазе бродолом брода својих родитеља и мапу са рутом до Ахтохалана, митске реке за коју се каже да има објашњења прошлости. Осећајући кривицу да су се њени родитељи изгубили на мору у потрази за одговорима својих чаробних моћи, Елса одлучује да путује сама и пошаље Ана и Олафа у ледени чамац ради њихове сигурности. Ана и Олаф су насукани у пећини.
Елса наилази на Нока, воденог духа који чува океан на путу за Ахтохалана. Елса укроти Нока и стиже до Ахтохалана. Тамо Елса открива да је глас био позив Идуне из сећања на прошлост и да је њена моћ била дар магије природе због Идуниног несебичног чина спасавања Агнара, што ју чини петим духом који обједињује разлике. Елса носи плашт своје мајке петог духа. Елса такође сазнаје да је брана саграђена као сметња да би се смањили ресурси Нортхулдра због Рунардовог презира повезаности племена са магијом и да је Рунард био тај који је покренуо сукоб. Елса ове податке шаље Ани, али како се упустила у најопаснији део Ахтохалана, Елса постаје смрзнута због чега Олаф бледи.
Ана прима Елсину поруку и закључује да је брана мора бити уништена да би се мир могао успоставити. Ана излази из пећине и буди успаване гигантске земаљске духове. Ана их намамљује према брани, а брана је уништена стенама на које су дивови бацали. Елса се одмрзава и враћа се у Арендел, заустављајући поплаву од уништене бране. Како зид магле нестаје, Елса се поновно спаја с Аном и оживљава Олафа. Кристоф проси Ану која прихвата. Елса истиче да су она и Ана сада мост између људи и чаробног духа. Ана постаје краљица Арендела, а Елса заштитница Зачаране шуме која редовно посећује Арендел јер је мир успостављен у свим земљама.

## Улоге
| Лик              | Оригинални глас    | Српски глас                                   |
| ---------------- | ------------------ | --------------------------------------------- |
| Елса             | Идина Мензел       | Јелена Гавриловић                             |
| Ана              | Кристен Бел        | Андријана Оливерић (говор) Лејла Хот (певање) |
| Кристоф          | Џонатан Гроф       | Иван Босиљчић                                 |
| Олаф             | Џош Гад            | Стефан Бундало (говор) Марко Кон (певање)     |
| Поручник Матијас | Стерлинг Кеј Браун | Милан Живадиновић                             |
| Краљица Идуна    | Еван Рејчел Вуд    | Теодора Ристовски                             |
| Краљ Агнар       | Алфред Молина      | Хаџи Ненад Маричић                            |
| Јелана           | Марта Плимптон     | Маја Оџаклијевска                             |
| Рајдер           | Џејсон Ритер       | Александар Милковић                           |
| Ханимарен        | Рејчел Метјуз      | Јована Герман                                 |
| Краљ Рунард      | Џереми Систо       | Срђан Чолић                                   |
| Паби             | Киаран Хајндс      | Бранислав Платиша                             |
| Булда            | Маја Вилсон        | Душица Новаковић                              |
| Вођа Севераца    | Алан Тудик         | Горан Герман                                  |

## Песме
| Оригинални наслов | Српски наслов                    | Оригинални извођач(и)                                            | Српски извођач(и)                                            |
| ----------------- | -------------------------------- | ---------------------------------------------------------------- | ------------------------------------------------------------ |
|                   | Тајна се зна                     | Еван Рејчел Вуд                                                  | Теодора Ристовски                                            |
|                   | Стари осећај                     | Кристен Бел, Идина Мензел, Џош Гад, Џонатан Гроф и постава филма | Лејла Хот, Марко Кон, Јелена Гавриловић, Иван Босиљчић и хор |
|                   | Мени незнано                     | Идина Мензел, Аврора                                             | Јелена Гавриловић, Аврора                                    |
|                   | Једног дана                      | Џош Гед                                                          | Марко Кон                                                    |
|                   | Ирвас је бољи од људи (наставак) | Џонатан Гроф                                                     | Иван Босиљчић                                                |
|                   | Избугљен сам                     | Џонатан Гроф                                                     | Иван Босиљчић                                                |
|                   | Откриј се                        | Идина Мензел, Еван Рејчел Вуд                                    | Јелена Гавриловић, Теодора Ристовски                         |
|                   | Учини праву ствар                | Кристен Бел                                                      | Лејла Хот                                                    |